# John Peter Altgeld
John Peter Altgeld, né le 30 décembre 1847 à Selters (Duché de Nassau) et mort le 12 mars 1902 à Joliet (États-Unis), est un homme politique américain qui est le 20e gouverneur de l'Illinois entre 1893 et 1897. Il est le premier gouverneur démocrate de cet État depuis les années 1850. John Peter Altgeld est une figure de l'ère progressiste aux États-Unis, où il améliore les lois sur la santé et sécurité au travail et celle du travail des enfants, gracie trois anarchistes condamnés pour le massacre de Haymarket Square, et rejette les appels, en 1894, pour stopper la grève Pullman. En 1896, il est un chef de file de l'aile progressiste du Parti démocrate, opposant le président Grover Cleveland aux conservateurs démocrates bourbons. À la suite d'une campagne acharnée en 1896, il n'est pas réélu après son intense combat.

## Biographie

### Enfance et vie privée
Altgeld est né dans la ville de Selters, dans le Westerwald, fils de John et Mary P. Altgeld. Au début de sa vie, il arrive en Amérique avec la famille de son père et s'installent dans une ferme près de Mansfield (Ohio). À 16 ans, il quitte sa maison pour rejoindre l'Armée de l'Union (en trichant sur son âge), où il combat en Virginie avec un régiment malchanceux et a failli mourir de la fièvre. Il retourne ensuite à la ferme de son père et y travaille, tout en étudiant dans la bibliothèque d'un voisin et dans une école privée à Lexington, Ohio, pendant deux ans.
Après un bref séjour dans un séminaire de l'Ohio, il se dirige vers le Missouri, et y étudie pour devenir avocat, tout en travaillant dans la construction de chemin de fer.
Il se marie en 1877 à Emma Ford, la fille de John Ford et Ruth Smith, dans le comté de Richland, dans l'Ohio.
Il devient riche à la suite d'une série de transactions immobilières et de projets de développement, notamment dans l'Unity Building en 1891, immeuble de bureaux de seize étages qui est à l'époque le plus haut bâtiment de Chicago. En janvier 1890, Altgeld achète ce qui est maintenant 127 North Dearborn Street, dans le centre de Chicago, et il y crée l'Unity Company afin de construire et gérer l'avenir de l'Unity Building. Il contribue indistinctement à sa propre fortune avec efforts, pendant que la construction avançait plus rapidement que prévu. Cependant, cela mène à une erreur de 100 000 $ pour qu'une grande partie de la charpente du bâtiment soit reconstruit. Altgeld a également commis une erreur en essayant d'emprunter 400 000 $ à John R. Walsh, président de Jennings Trust Company et de la Banque nationale de Chicago. Les détails techniques inscrits dans le contrat causent beaucoup de problèmes à Altgeld. Finalement, un nouveau contrat est signé mais Altgeld n'a pu qu'emprunter 300 000 $ à Walsh. Il finit par fournir le reste de l'argent lui-même, et la construction de l'Unity Building peut être achevé. En 1893, il déclare que l'Unity Building lui a donné plus de satisfaction personnelle que toutes ses autres réalisations.

### Carrière politique

#### Débuts
Le nom « Altgeld », selon Philip Dray (en), est « synonyme d'aube de l'ère progressiste ». En 1874, il est élu procureur de district du comté d'Andrew. Un an plus tard, il démissionne et part à Chicago afin de retourner dans le secteur privé. Il ne veut pas se présenter de nouveau aux élections avant dix ans.
En 1884, il décide de poser sa candidature pour le congrès contre George Everett Adams (en) du quatrième district congressionnel de l'Illinois. Cette année-là, il publie un essai sur la réforme pénale du droit nommé « Our Penal Machinery and Its Victims » (en français, « Notre machine pénale et ses victimes »). Son essai fait valoir que l'incarcération occasionne des criminels endurcis, plutôt que des criminels réformateurs. Bien que ce quartier soit fortement républicain, George Adams bat Altgeld par huit points (54 % contre 46 %), et a une meilleure performance que le démocrate Lambert Tree (en), deux ans plus tôt. En tant que leader républicain, Adams rappelle qu'« [Altgeld] n'a pas été élu, mais notre comité exécutif a été très effrayé par le démarchage électoral qu'il a fait ».
En 1886, il est élu comme représentant du comté de Cook à la cour supérieure de justice, et est sur le banc jusqu'en 1891.

#### Élection au gouvernement en 1892

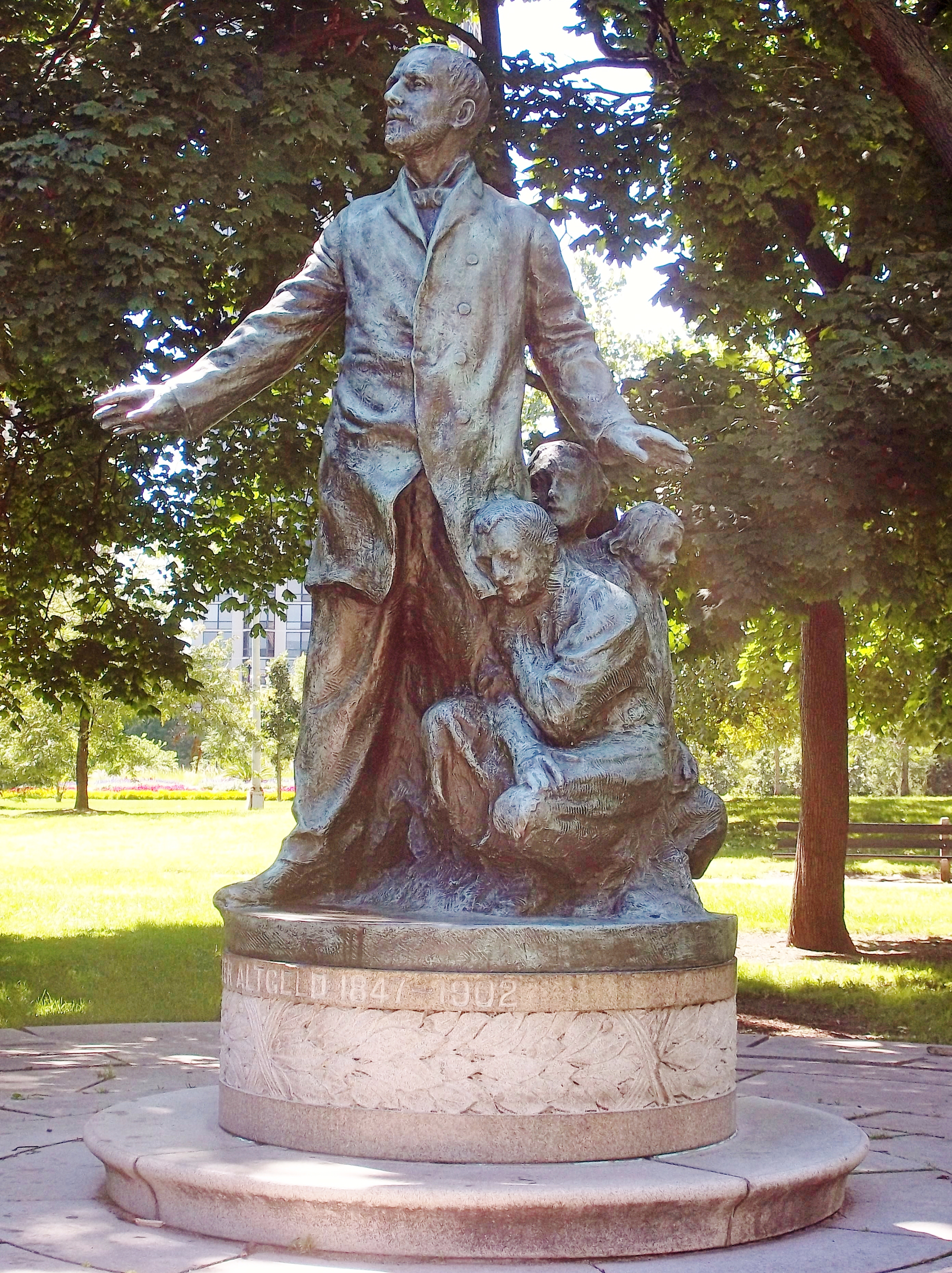
Statue de John Peter Altgeld réalisée par Gutzon Borglum et installée en 1915 dans Lincoln Park à Chicago.

Il est appelé par les démocrates pour poser une candidature à la fonction de gouverneur de l'Illinois. Il bat de justesse le républicain et gouverneur sortant Joseph Fifer. Il est le premier démocrate à être élu gouverneur de l'Illinois depuis 1856, et le premier citoyen né à l'étranger mais aussi premier résident à Chicago à être élu à ce poste.
Altgeld souffre d'une dépression nerveuse peu de temps après sa victoire, et a failli mourir d'une fièvre concomitante. Il réussit à faire une apparition lors de son investiture, mais ne peut prononcer qu'une portion de son discours. Bien que la salle de l'Assemblée générale est chaude au point de faire évanouir des personnes, Altgeld, vêtu d'un manteau de grosse épaisseur, est pâle et visiblement frissonnant. Le greffier de l'Assemblée prononce le reste de son discours.
En tant que gouverneur, Altgeld est le fer de lance de la nation très progressiste en améliorant les lois concernant la santé et sécurité au travail et le travail des enfants, en nommant des femmes à des postes importants dans le gouvernement américain, et en accroissant largement les finances publiques pour l'éducation.
Historiquement, on se souvient principalement d'Altgeld pour en 1886 avoir gracié les trois hommes reconnus coupables dans l'attentat de Haymarket Square. Après avoir examiné leurs dossiers, il avait conclu que « la plupart des preuves présentées devant le procès étaient des faux purs et simples » et que les témoignages avaient été extorqués à des hommes « terrorisés » que la police avait « menacé de tortures s'ils refusaient de signer ce qu'on leur dirait ».
En 1894, la Grève Pullman, dirigée par Eugene Victor Debs, génère de nombreuses émeutes et sabotages à Chicago, et surtout la perturbation des livraisons de l'United States Postal Service, qui devient une préoccupation fédérale. Altgeld, cependant, refuse d'autoriser le président Grover Cleveland à envoyer des troupes fédérales afin de réprimer les troubles. Altgeld écrit au président Cleveland en indiquant que les rapports de violence liés à la grève ont été exagérés et l'avertit que la violence réelle commencerait seulement à la suite de l'envoi des soldats. Citant l'article IV de la Constitution des États-Unis, qui autorise les troupes fédérales à entrer dans un État seulement si une condition de l'insurrection existe, Altgeld fait valoir qu'il n'y a aucune portée juridique dans la décision d'envoyer l'armée pour réprimer la grève. Enfin, il profite de l'occasion pour critiquer l'abus du procureur général d'injonctions judiciaires en vertu de la loi Sherman, en écrivant : « Cette décision marque un tournant dans notre histoire car elle établit une nouvelle forme de gouvernement jamais entendue parler entre les hommes, c'est le gouvernement par voie d'injonction [...] En vertu de ce nouvel ordre des choses, un juge fédéral devient à la fois un législateur, juge et bourreau ». Le 4 juillet 1894, Cleveland va de l'avant en envoyant plusieurs milliers de soldats à Chicago sans l'approbation d'Altgeld, mais cette action est confirmée par la Cour suprême américaine. Altgeld est alors dans une position très inhabituelle pour un gouverneur d'État à cette époque.
L'incident Pullman et les réhabilitations de Haymarket sont utilisées contre Altgeld par ses ennemis conservateurs. En 1896 Altgeld est inéligible à l'élection présidentielle puisqu'il est né en Allemagne, mais il mène le combat contre les forces de Cleveland. Altgeld rompt publiquement avec Cleveland et ses partisans conservateurs. Altgeld contribue à la scission des démocrate bourbons du Parti démocrate lors de l'élection présidentielle américaine de 1896. Il s'est ensuite à nouveau proposé pour être le candidat démocrate à la présidence des États-Unis contre William Jennings Bryan. Altgeld n'a pas appuyé Bryan pour la nomination et cela le fait hésiter si oui ou non il pourrait soutenir le principe d'« argent gratuit », qui est au cœur de sa campagne. L'hebdomadaire Harper's Weekly annonce que Bryan est une marionnette de Altgeld, et l'appelant « l'ambitieux et sans scrupules communiste de l'Illinois ». Mais Bryan, blessé par les attaques républicaines qui l'accuse d'être un pantin pour Altgeld, se met à éviter le gouverneur et ne le soutient pas.
Les républicains dans l'Illinois concentrent leurs attaques sur Altgeld. Theodore Roosevelt, devant un public de 13 000 partisans l'acclamant à Chicago, déclare que Altgeld est « celui qui fermerait les yeux sur des crimes de masse et qui tolère et encourage le plus infâme des meurtres, et qui subsisterait au gouvernement de Washington et de Lincoln, un tourbillon rouge de l'anarchie et de la malhonnêteté aussi fantastique et vicieux que la Commune de Paris ». Les gros industriels de tout le pays contribuent à la campagne de son adversaire. Altgeld réalise une campagne énergique malgré sa santé défaillante, et est battu par John Riley Tanner ; il y a un écart de 10 000 votes entre Altgeld et Bryan.

#### Années post-gouvernorales
Altgeld termine sa carrière politique comme candidat à la mairie de Chicago représentant le Municipal Ownership Party en 1899. Bien que favori un temps, il termine humilié, n'obtenant que 15,56 % des voix.
Malade depuis qu'il a frôlé la mort durant la guerre civile, Altgeld souffre d'ataxie locomotrice pendant qu'il est au poste de gouverneur, entravant sa capacité à marcher. Il perd tous ses biens, sauf sa résidence personnelle lourdement hypothéquée, et est sauvé de sa crise financière par la seule intervention de son ami avocat et ancien protégé Clarence Darrow.

### Fin de sa vie et hommages

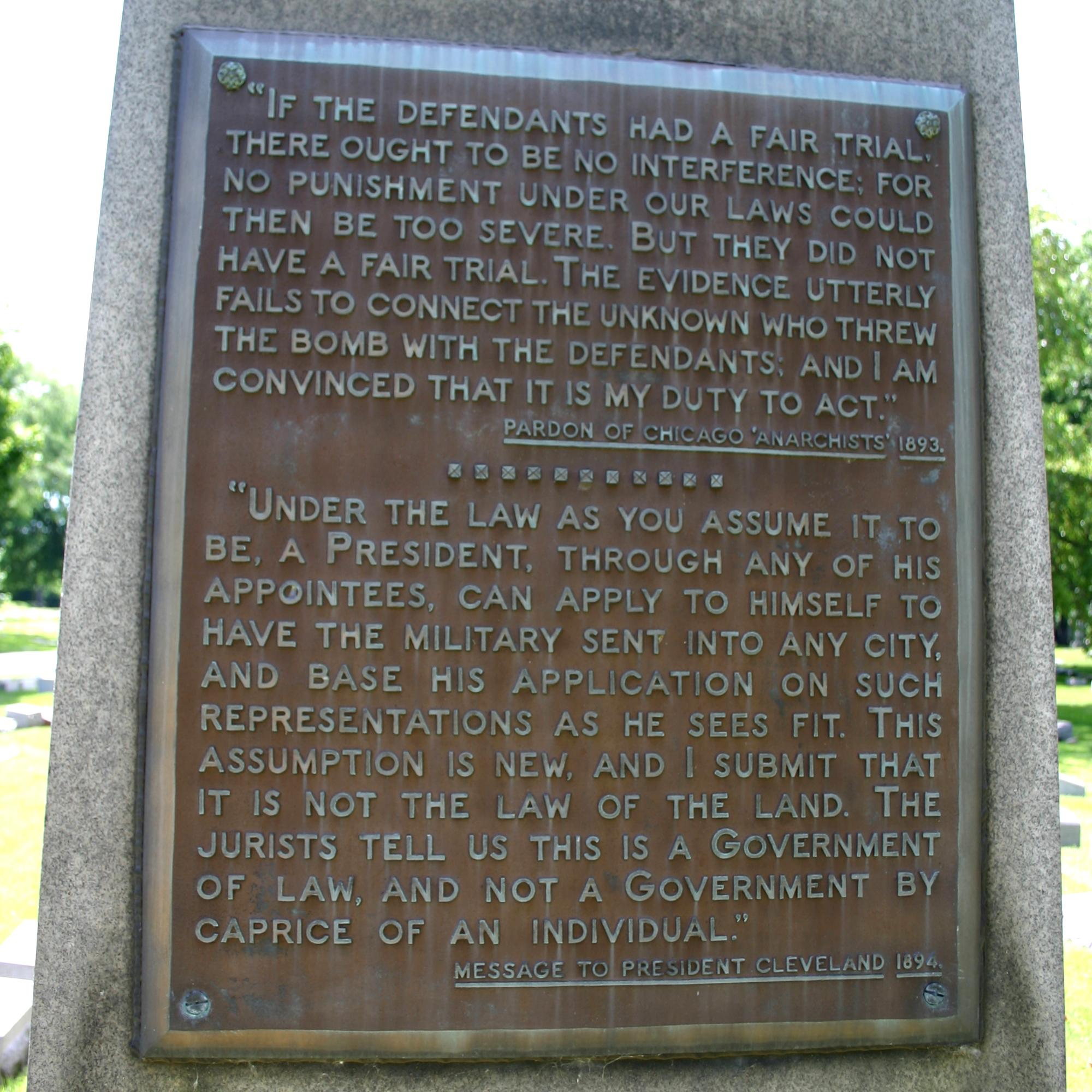
La tombe de John Peter Altgeld au cimetière de Graceland à Chicago.

Altgeld travaille comme avocat dans le cabinet de Darrow, quand il subit une hémorragie cérébrale lors d'un discours au nom des Boers à Joliet dans l'Illinois, en mars 1902. Il avait 54 ans quand il est mort. Des milliers de personnes défilent devant son corps quand il est exposé dans le hall de la Chicago Public Library, Darrow et la Hull House fondée par Jane Addams font son éloge.
Altgeld est enterré au cimetière de Graceland dans le secteur d'Uptown à Chicago, non loin de sa résidence des appartements Brewster.
Le Altgeld Hall (en) à l'université de l'Illinois à Urbana-Champaign est inscrit au Registre national des lieux historiques. Il abrite actuellement le département de mathématiques, et avait déjà abrité le collège de droit et celui de la bibliothèque universitaire. Le bâtiment est l'une des cinq structures universitaires du château sur le thème de l'État de l'Illinois, qui a été particulièrement influencée par l'ancien gouverneur. Les quatre autres sont les édifices éponymes situés à l'université du Sud de l'Illinois à Carbondale et à l'université du Nord de l'Illinois, ainsi que le John W. Cook Hall à l'université d'État de l'Illinois et l'Old Main à l'Eastern Illinois University. Les Altgeld Gardens (en) à Chicago, l'un des premiers projets de logement aux États-Unis, ont été nommés d'après l'ancien gouverneur, ainsi que la rue située au 2500 North, dans le système de grille de Chicago, dans la Altgeld Street.